# Пчеловодный костюм
Пчелово́дный костю́м — одежда пчеловода, обеспечивающая защиту от ужалений пчёл во время работы на пасеке. Представляет собой халат или комбинезон, сшитый из светлой, лёгкой и прочной, хорошо вентилируемой и неворсистой ткани. Головной убор снабжён лицевой сеткой и выполнен в виде широкополой шляпы или кепи с длинным козырьком.